# Bussières (Seine-et-Marne)
Pour les articles homonymes, voir Bussières.
Bussières est une commune française située dans le département de Seine-et-Marne, en région Île-de-France.
Au dernier recensement de 2022, la commune comptait 573 habitants.

## Géographie

### Localisation

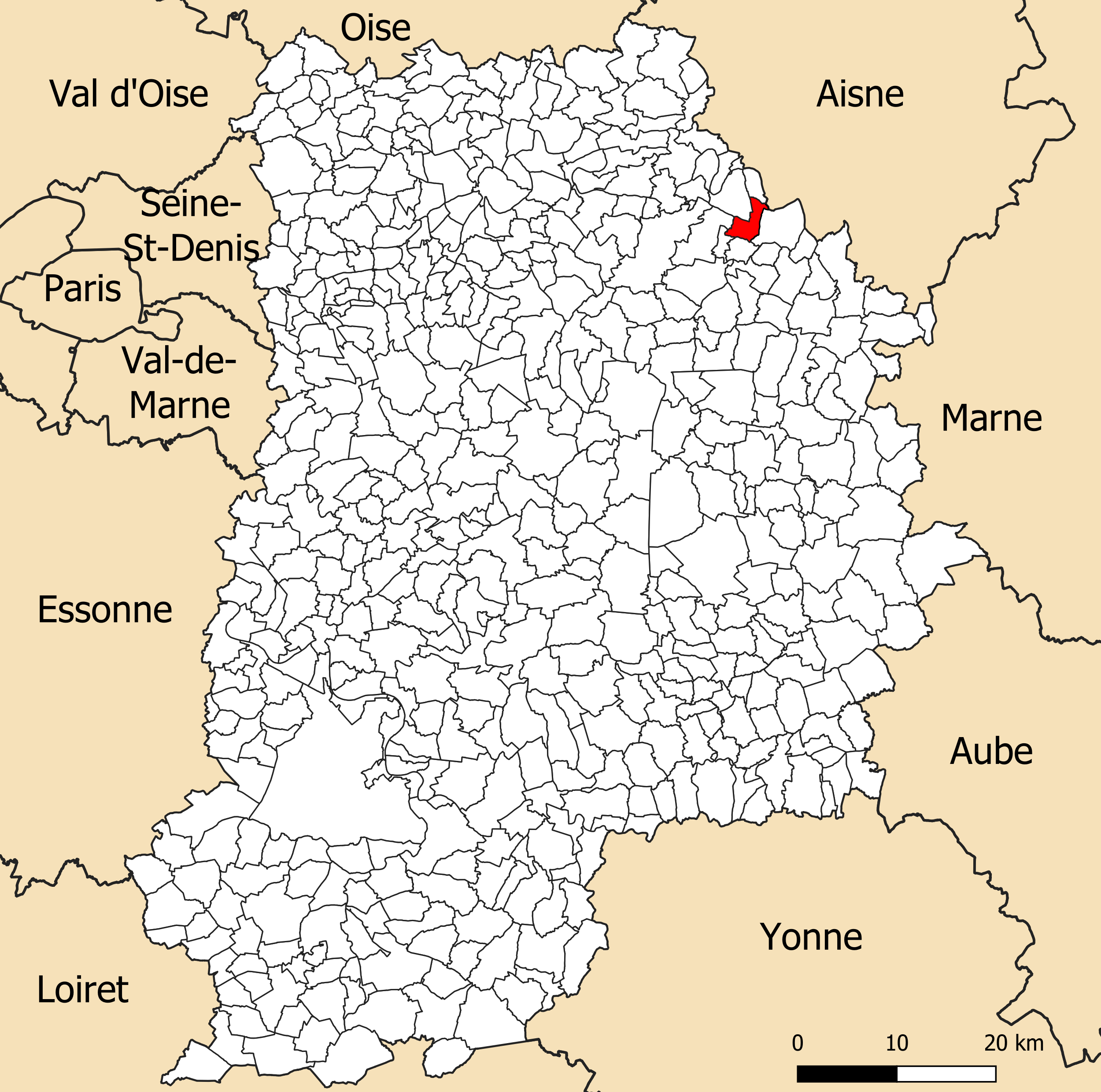
Localisation de la commune de Bussières dans le département de Seine-et-Marne.

La commune est située à environ 10,2 kilomètres au sud-est de La Ferté-sous-Jouarre.

### Communes limitrophes
| Saâcy-sur-Marne      | Citry          | Pavant (Aisne) |
| Saint-Cyr-sur-Morin  | Bussières      | Bassevelle     |
| Saint-Ouen-sur-Morin | Orly-sur-Morin |                |

### Géologie et relief
L'altitude de la commune varie de 105 mètres à 203 mètres pour le point le plus haut, le centre du bourg se situant à environ 180 mètres d'altitude (mairie). Elle est classée en zone de sismicité 1, correspondant à une sismicité très faible.

### Hydrographie

#### Réseau hydrographique

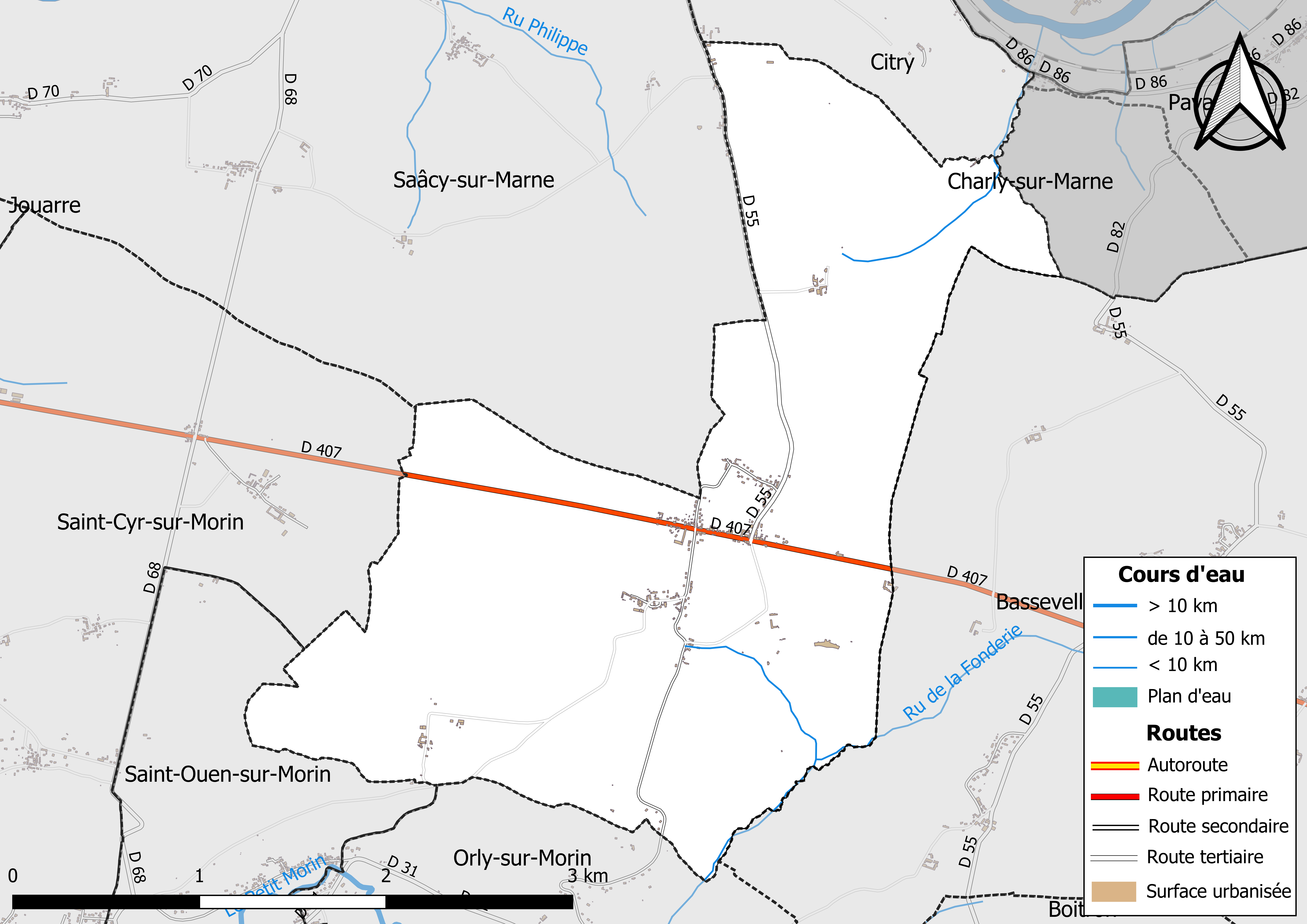
Carte des réseaux hydrographique et routier de Bussières.

Le réseau hydrographique de la commune se compose de trois cours d'eau référencés :
- le ru de la Fonderie[3], 4,04 km, affluent du Petit Morin ;
  - le cours d'eau 02 des Moulins[4], 1,07 km, conflue avec le ru de la Fonderie ;
- le cours d'eau 01 de la Cour d'Artois[5], 1,95 km, qui conflue avec la Marne.

La longueur totale des cours d'eau sur la commune est de 3,11 km.

#### Gestion des cours d'eau
Afin d’atteindre le bon état des eaux imposé par la Directive-cadre sur l'eau du 23 octobre 2000, plusieurs outils de gestion intégrée s’articulent à différentes échelles : le SDAGE, à l’échelle du bassin hydrographique, et le SAGE, à l’échelle locale. Ce dernier fixe les objectifs généraux d’utilisation, de mise en valeur et de protection quantitative et qualitative des ressources en eau superficielle et souterraine. Le département de Seine-et-Marne est couvert par six SAGE, au sein du bassin Seine-Normandie.
La commune fait partie du SAGE « Petit et Grand Morin », approuvé le 21 octobre 2016. Le territoire de ce SAGE comprend les bassins du Petit Morin (630 km2) et du Grand Morin (1 185 km2). Le pilotage et l’animation du SAGE sont assurés par le syndicat Mixte d'Aménagement et de Gestion des Eaux (SMAGE) des 2 Morin, qualifié de « structure porteuse ».

### Climat
Pour des articles plus généraux, voir Climat de l'Île-de-France et Climat de Seine-et-Marne.
En 2010, le climat de la commune est de type climat océanique dégradé des plaines du Centre et du Nord, selon une étude du CNRS s'appuyant sur une série de données couvrant la période 1971-2000. En 2020, Météo-France publie une typologie des climats de la France métropolitaine dans laquelle la commune est exposée à un climat océanique altéré et est dans la région climatique Nord-est du bassin Parisien, caractérisée par un ensoleillement médiocre, une pluviométrie moyenne régulièrement répartie au cours de l’année et un hiver froid (3 °C).
Pour la période 1971-2000, la température annuelle moyenne est de 10,2 °C, avec une amplitude thermique annuelle de 15,3 °C. Le cumul annuel moyen de précipitations est de 746 mm, avec 11,6 jours de précipitations en janvier et 8,6 jours en juillet. Pour la période 1991-2020, la température moyenne annuelle observée sur la station météorologique la plus proche, située sur la commune de Saint-Cyr-sur-Morin à 4 km à vol d'oiseau, est de 11,2 °C et le cumul annuel moyen de précipitations est de 814,8 mm,. Pour l'avenir, les paramètres climatiques de la commune estimés pour 2050 selon différents scénarios d'émission de gaz à effet de serre sont consultables sur un site dédié publié par Météo-France en novembre 2022.
| Mois                                  | jan.             | fév.          | mars           | avril         | mai           | juin            | jui.           | août           | sep.            | oct.            | nov.           | déc.             | année      |
| ------------------------------------- | ---------------- | ------------- | -------------- | ------------- | ------------- | --------------- | -------------- | -------------- | --------------- | --------------- | -------------- | ---------------- | ---------- |
| Température minimale moyenne (°C)     | 1                | 0,8           | 2,5            | 4,4           | 8,2           | 11,4            | 13,2           | 12,6           | 9,4             | 7,3             | 3,8            | 1,4              | 6,3        |
| Température moyenne (°C)              | 3,9              | 4,5           | 7,5            | 10,4          | 14,2          | 17,4            | 19,3           | 18,9           | 15,3            | 11,7            | 7,1            | 4,3              | 11,2       |
| Température maximale moyenne (°C)     | 6,9              | 8,2           | 12,6           | 16,3          | 19,9          | 23,3            | 25,5           | 25,2           | 21,1            | 16,1            | 10,5           | 7,2              | 16,1       |
| Record de froid (°C) date du record   | −22,5 17.01.1985 | −15 07.02.12  | −11,5 01.03.05 | −7 08.04.03   | −2 01.05.1976 | 0,2 04.06.1975  | 4,5 04.07.1984 | 2,9 28.08.1974 | −0,5 27.09.1972 | −6,5 30.10.1997 | −10 24.11.1998 | −11,5 31.12.1996 | −22,5 1985 |
| Record de chaleur (°C) date du record | 16 05.01.1999    | 19,5 27.02.19 | 24 29.03.1989  | 29,5 20.04.18 | 32 28.05.17   | 37,2 30.06.1976 | 41,5 25.07.19  | 40 12.08.03    | 34,9 04.09.1973 | 29 01.10.1985   | 21 08.11.15    | 17,2 10.12.1978  | 41,5 2019  |
| Précipitations (mm)                   | 72,3             | 60,9          | 58,3           | 51,8          | 71,1          | 62,1            | 71,3           | 71             | 58,8            | 71,9            | 74,1           | 91,2             | 814,8      |

### Milieux naturels et biodiversité
L’inventaire des zones naturelles d'intérêt écologique, faunistique et floristique (ZNIEFF) a pour objectif de réaliser une couverture des zones les plus intéressantes sur le plan écologique, essentiellement dans la perspective d’améliorer la connaissance du patrimoine naturel national et de fournir aux différents décideurs un outil d’aide à la prise en compte de l’environnement dans l’aménagement du territoire.
Le territoire communal de Bussières comprend trois ZNIEFF de type 1, : 
- les « Bois de Boitron et Alentours du Ru de la Fonderie » (144,27 ha), couvrant 4 communes du département[17] ;
- les « Carrières Souterraines des Potences » (0,33 ha), couvrant 2 communes du département[18] ;
- le « Le bois des Meulières » (65,72 ha), couvrant 2 communes du département[19] ;

et un ZNIEFF de type 2,, 
la « vallée du Petit Morin de Verdelot à la Ferte Sous-Jouarre » (4 988,89 ha), couvrant 15 communes du département.

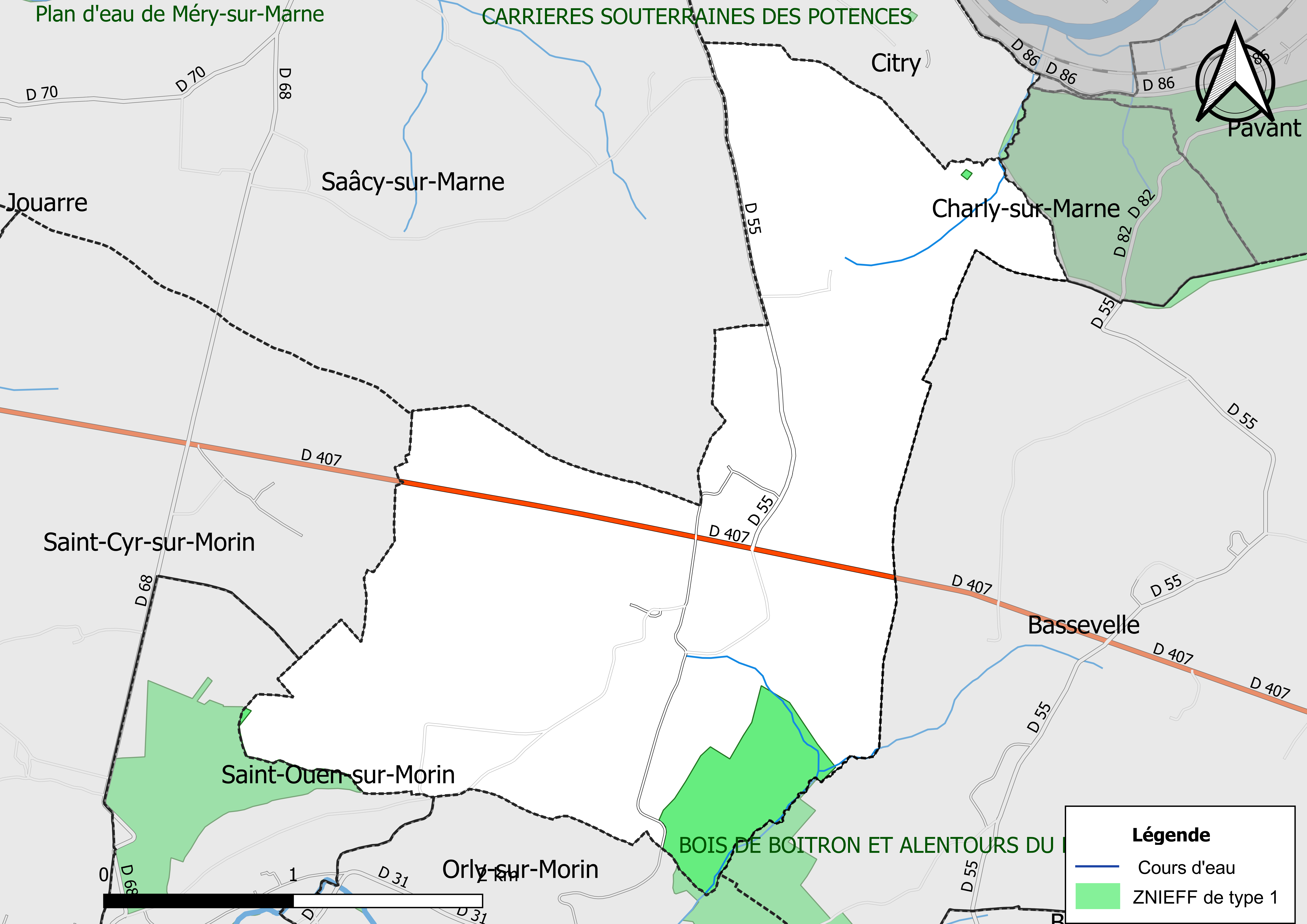
Carte des ZNIEFF de type 1 de la commune.
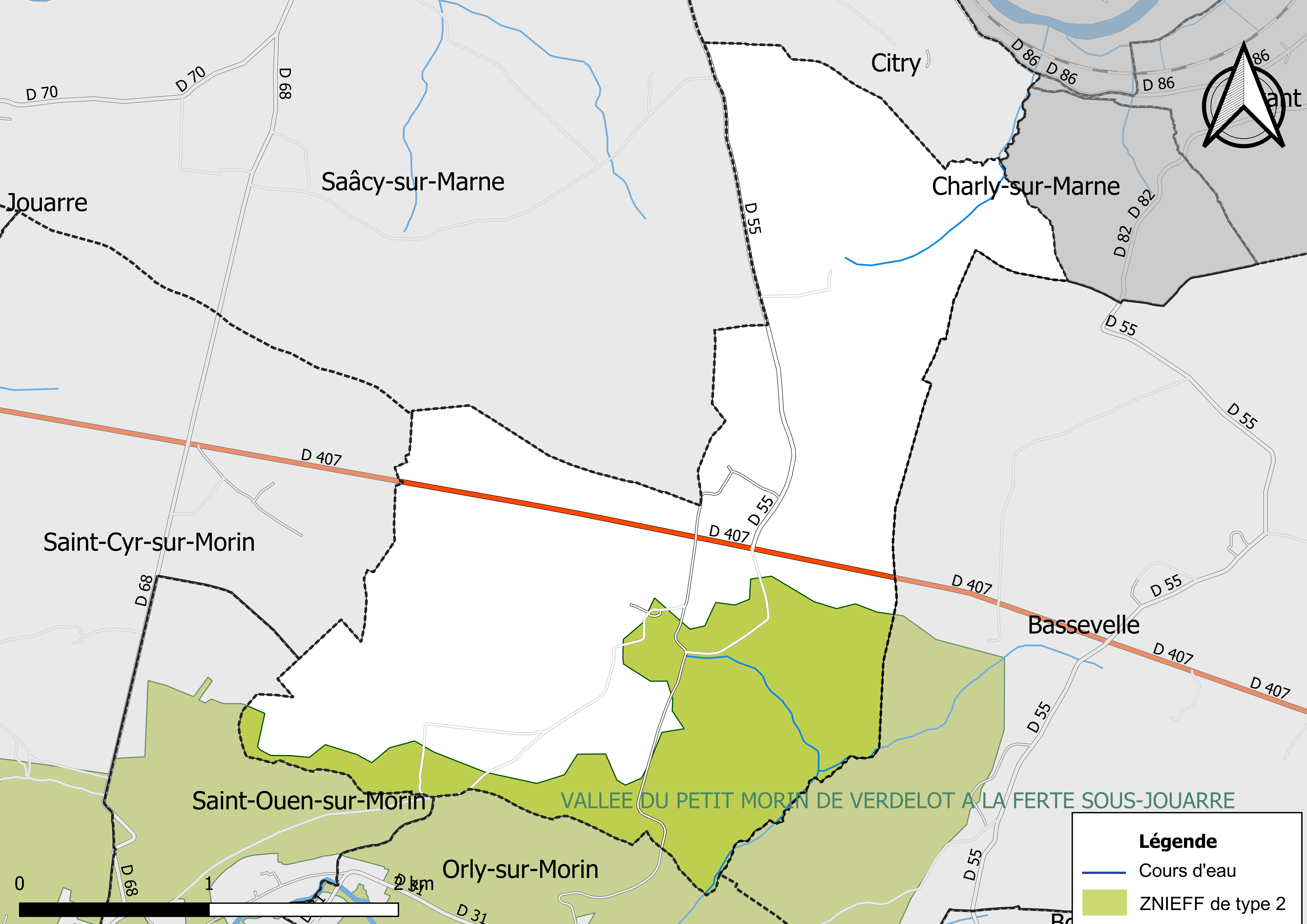
Carte des ZNIEFF de type 2 de la commune.

## Urbanisme

### Typologie
Au 1er janvier 2024, Bussières est catégorisée commune rurale à habitat dispersé, selon la nouvelle grille communale de densité à sept niveaux définie par l'Insee en 2022.
Elle est située hors unité urbaine. Par ailleurs la commune fait partie de l'aire d'attraction de Paris, dont elle est une commune de la couronne,. Cette aire regroupe 1 929 communes,.

### Lieux-dits et écarts
La commune compte 63 lieux-dits administratifs répertoriés consultables ici (source : le fichier Fantoir).
Les hameaux suivants sont rattachés à la commune de Bussières : les Baillets, Bel-Air, Bois-Martin, les Cabarets, Chavosse, Fontaine d'Ain, la Garennière, la Jarie, les Moulins, la Pierre Amelot, les Potences, Séricourt.

### Occupation des sols
L'occupation des sols de la commune, telle qu'elle ressort de la base de données européenne d’occupation biophysique des sols Corine Land Cover (CLC), est marquée par l'importance des territoires agricoles (76,4 % en 2018), une proportion sensiblement équivalente à celle de 1990 (76,5 %). La répartition détaillée en 2018 est la suivante : 
terres arables (76,4% ), forêts (19,9% ), zones urbanisées (3% ), milieux à végétation arbustive et/ou herbacée (0,7 %).
Parallèlement, L'Institut Paris Région, agence d'urbanisme de la région Île-de-France, a mis en place un inventaire numérique de l'occupation du sol de l'Île-de-France, dénommé le MOS (Mode d'occupation du sol), actualisé régulièrement depuis sa première édition en 1982. Réalisé à partir de photos aériennes, le Mos distingue les espaces naturels, agricoles et forestiers mais aussi les espaces urbains (habitat, infrastructures, équipements, activités économiques, etc.) selon une classification pouvant aller jusqu'à 81 postes, différente de celle de Corine Land Cover,,. L'Institut met également à disposition des outils permettant de visualiser par photo aérienne l'évolution de l'occupation des sols de la commune entre 1949 et 2018.

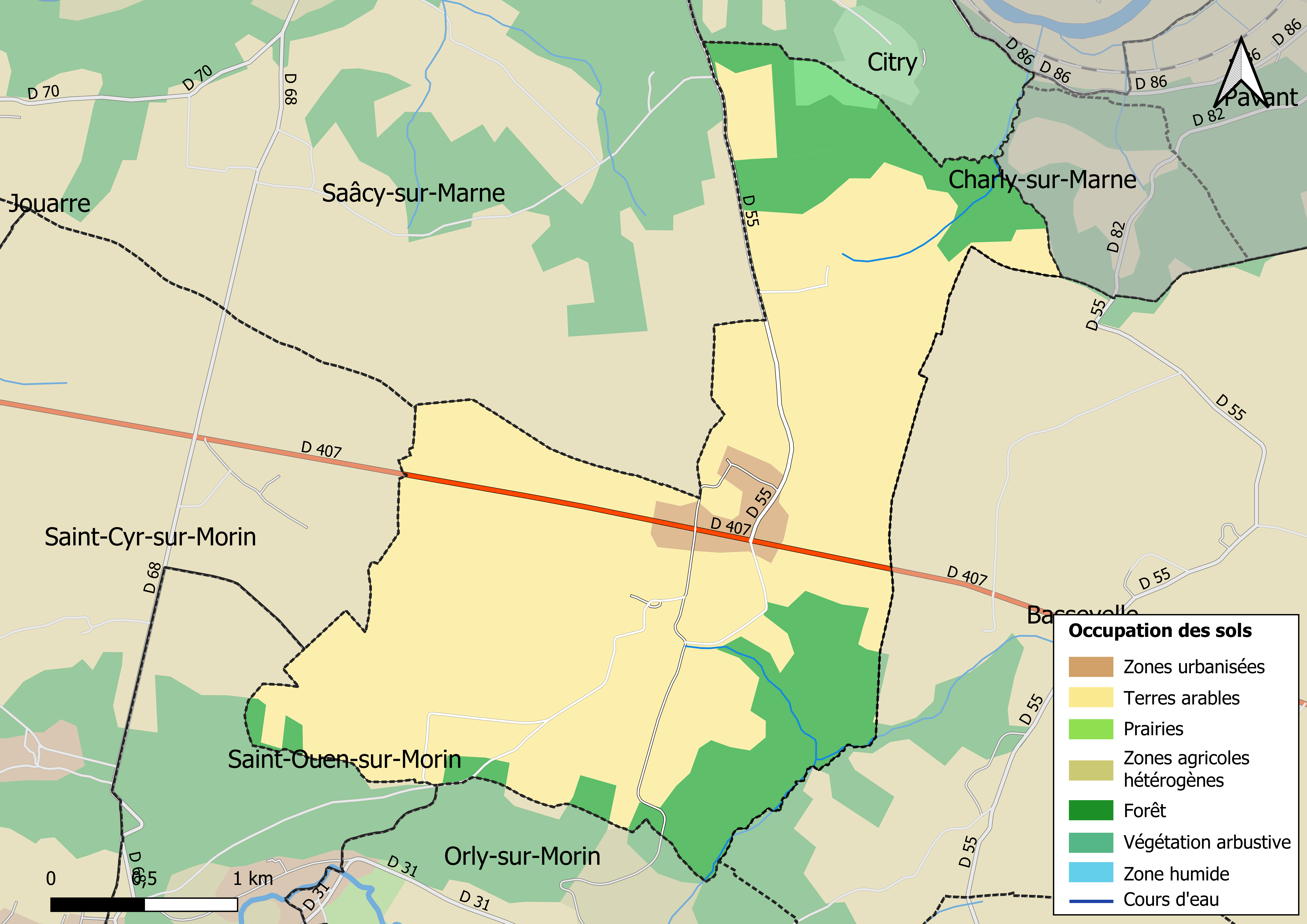
Carte des infrastructures et de l'occupation des sols en 2018 (CLC) de la commune.
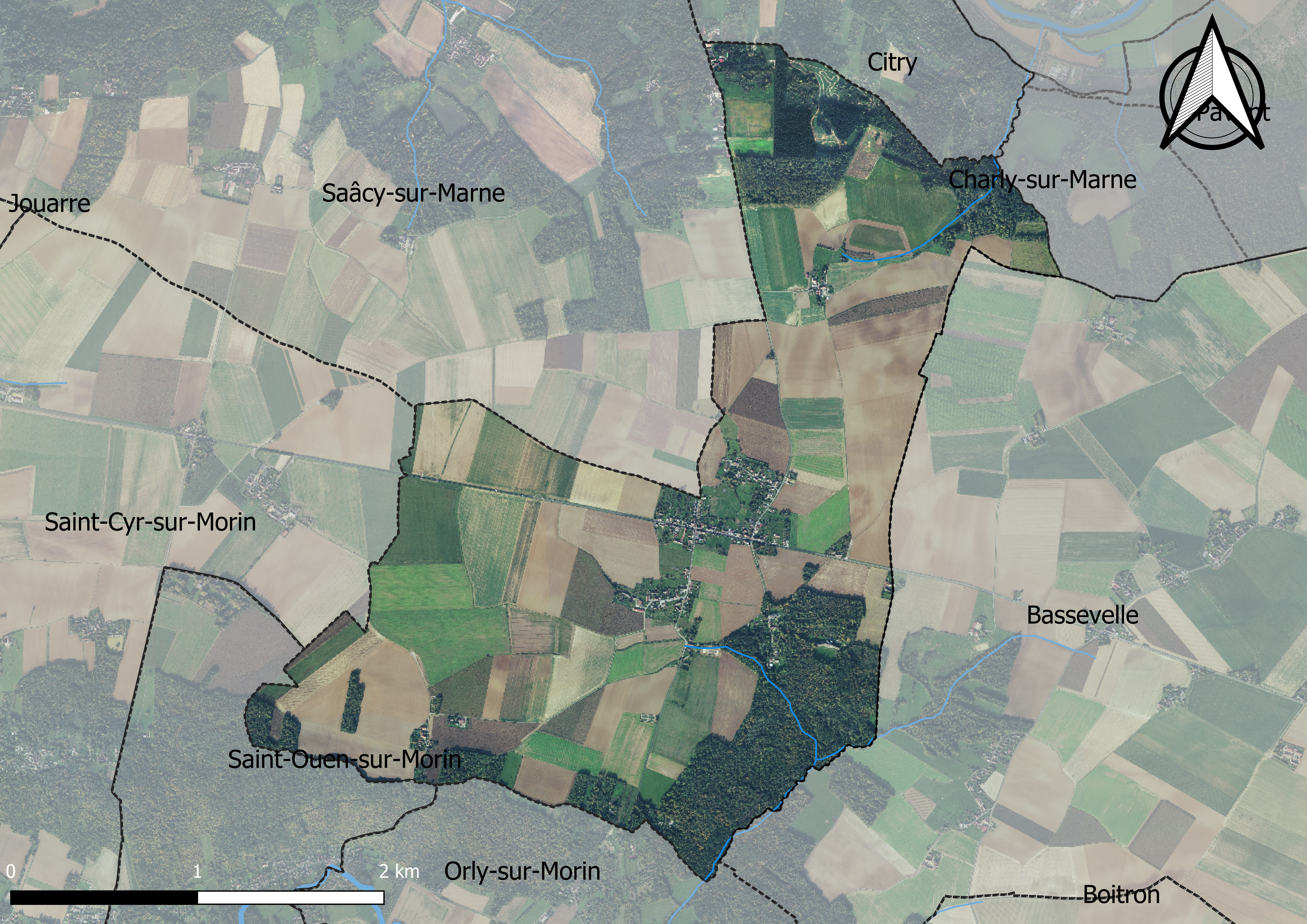
Carte orhophotogrammétrique de la commune.

### Planification
La commune disposait en 2019 d'un plan local d'urbanisme approuvé. Le zonage réglementaire et le règlement associé peuvent être consultés sur le géoportail de l'urbanisme.

### Logement
En 2016, le nombre total de logements dans la commune était de 198 dont 83,1 % de maisons et 15,4 % d’appartements.
Parmi ces logements, 91,3 % étaient des résidences principales, 3,1 % des résidences secondaires et 5,6 % des logements vacants.
La part des ménages propriétaires de leur résidence principale s’élevait à 77% contre 21,9 % de locataires, dont 0,6 % de logements HLM loués vides (logements sociaux) et 1,1 % logés gratuitement.

### Voies de communication et transports

#### Voies de communication
Bussières est situé sur la route départementale 407 entre Montapeine à l'ouest et Bassevelle à l'est.

#### Transport en commun
Bussières est desservie par la ligne 33 (Gare de La Ferté-sous-Jouarre ↔ Hondevilliers) du réseau de bus Brie et 2 Morin, qui la relie en 15 minutes à la gare de La Ferté-sous-Jouarre, permettant de nombreuses correspondances ainsi qu'une desserte des établissements scolaires de La Ferté-sous-Jouarre.

## Toponymie
Le nom de la localité est attesté sous la forme Buxeriae en 1249.
Ce toponyme signifie, « lieu où pousse le buis ».

## Histoire
Au XIIIe siècle, le château de la seigneurie s’élève à l’emplacement du domaine de Séricourt. À la même époque, Bussières avait comme monument religieux l'église de Saint-Médard. En 1793, un orme est planté pour représenter la liberté. Son tronc atteint une circonférence de 4,50 m dans les années 1930 et il vivra jusqu'en 1949.
En 1877, l’actuelle mairie-école est édifiée sur l’emplacement des anciens bâtiments reçus en don en 1842.

## Économie

### Revenus de la population et fiscalité
Le nombre de ménages fiscaux en 2016 était de 175 représentant 530 personnes et la  médiane du revenu disponible par unité de consommation  de 20 197 €.

### Emploi
En 2016, le nombre total d'emplois dans la zone était de 34, occupant 215 actifs résidants.
Le taux d'activité de la population (actifs ayant un emploi) âgée de 15 à 64 ans s'élevait à 65,8 % contre un taux de chômage de 11,5 %. Les inactifs se répartissent de la façon suivante : 10,2 % d’étudiants et stagiaires non rémunérés, 5 % de retraités ou préretraités et 7,4 % pour les autres inactifs.

### Entreprises et commerces
En 2015, le nombre d’établissements actifs était de 30 dont 5 dans l’agriculture-sylviculture-pêche, 2 dans l’industrie, 6 dans la construction, 15 dans le commerce-transports-services divers et 2  étaient relatifs au secteur administratif.
Ces établissements ont pourvu 32 postes salariés.

### Secteurs d'activité

#### Agriculture
Bussières est dans la petite région agricole dénommée la « Brie laitière » (anciennement Brie des étangs), une partie de la Brie à l'est de Coulommiers. En 2010, l'orientation technico-économique de l'agriculture sur la commune est la culture de céréales et d'oléoprotéagineux (COP).
Si la productivité agricole de la Seine-et-Marne se situe dans le peloton de tête des départements français, le département enregistre un double phénomène de disparition des terres cultivables (près de 2 000 ha par an dans les années 1980, moins dans les années 2000) et de réduction d'environ 30 % du nombre d'agriculteurs dans les années 2010. Cette tendance se retrouve au niveau de la commune où le nombre d’exploitations est passé de 7 en 1988 à 4 en 2010. Parallèlement, la taille de ces exploitations augmente, passant de 85 ha en 1988 à 149 ha en 2010.
Le tableau ci-dessous présente les principales caractéristiques des exploitations agricoles de Bussières, observées sur une période de 22 ans : 
|                                      | 1988 | 2000 | 2010 |
| ------------------------------------ | ---- | ---- | ---- |
| Dimension économique,                |      |      |      |
| Nombre d’exploitations (u)           | 7    | 4    | 4    |
| Travail (UTA)                        | 9    | 4    | 4    |
| Surface agricole utilisée (ha)       | 594  | 580  | 596  |
| Cultures                             |      |      |      |
| Terres labourables (ha)              | 564  | 568  | 590  |
| Céréales (ha)                        | 336  | 350  | 438  |
| dont blé tendre (ha)                 | 263  | 278  | 294  |
| dont maïs-grain et maïs-semence (ha) | s    | s    | 111  |
| Tournesol (ha)                       | s    |      |      |
| Colza et navette (ha)                | 44   | 76   | s    |
| Élevage                              |      |      |      |
| Cheptel (UGBTA)                      | 54   | 0    | 0    |

## Politique et administration
| Période                                  | Période  | Identité                     | Étiquette | Qualité                                       |
| ---------------------------------------- | -------- | ---------------------------- | --------- | --------------------------------------------- |
| Les données manquantes sont à compléter. |          |                              |           |                                               |
| 1828                                     | 1831     | Jean-Pierre Brouillard       |           |                                               |
| 1831                                     | 1841     | Alexandre Isidore Paris      |           |                                               |
| 1844                                     | 1846     | François Augustin Lamiche    |           |                                               |
| 1846                                     | 1848     | Charles Alexandre Pinet      |           |                                               |
| 1848                                     | 1852     | Pierre Eloi Gillet           |           |                                               |
| 1852                                     | 1857     | François Augustin Lamiche    |           |                                               |
| 1857                                     | 1865     | Pierre Maximilien Brouillard |           |                                               |
| 1865                                     | 1888     | François Denis Cherrier      |           |                                               |
| 1888                                     | 1908     | François Alexandre Bouttour  |           |                                               |
| 1908                                     | 1919     | Anatole Xavier Mayeur        |           |                                               |
| 1919                                     | 1920     | Mathieu Couvreur             |           | 1er conseiller faisant fonction de maire      |
| 1920                                     | 1925     | Achille Brodard              |           |                                               |
| 1925                                     | 1935     | Eugène Couvreur              |           |                                               |
| 1935                                     | 1936     | Henri Couvreur               |           |                                               |
| 1936                                     | 1947     | Jean-Baptiste Hiernard       |           |                                               |
| 1947                                     | 1961     | Jean Mery                    |           | Médecin, directeur du sanatorium de Séricourt |
| 1961                                     | 2008     | Jean-Marie Rondeau           |           | Agriculteur                                   |
| 2008                                     | 2014     | Marc Vallée                  |           | Agriculteur                                   |
| 2014                                     | en cours | Jérôme Leroy                 |           |                                               |

## Équipements et services

### Eau et assainissement
L’organisation de la distribution de l’eau potable, de la collecte et du traitement des eaux usées et pluviales relève des communes. La loi NOTRe de 2015 a accru le rôle des EPCI à fiscalité propre en leur transférant cette compétence. Ce transfert devait en principe être effectif au 1er janvier 2020, mais la loi Ferrand-Fesneau du 3 août 2018 a introduit la possibilité d’un report de ce transfert au 1er janvier 2026,.

#### Assainissement des eaux usées
En 2020, la gestion du service d'assainissement collectif de la commune de Bussières est assurée par la communauté d'agglomération Coulommiers Pays de Brie (CACPB) pour . Ce service est géré en délégation par une entreprise privée,,.
L’assainissement non collectif (ANC) désigne les installations individuelles de traitement des eaux domestiques qui ne sont pas desservies par un réseau public de collecte des eaux usées et qui doivent en conséquence traiter elles-mêmes leurs eaux usées avant de les rejeter dans le milieu naturel. La communauté d'agglomération Coulommiers Pays de Brie (CACPB) assure pour le compte de la commune le service public d'assainissement non collectif (SPANC), qui a pour mission de vérifier la bonne exécution des travaux de réalisation et de réhabilitation, ainsi que le bon fonctionnement et l’entretien des installations,.

#### Eau potable
En 2020, l'alimentation en eau potable est assurée par le syndicat de l'Eau de l'Est seine-et-marnais (S2E77) qui gère le service en régie,,.

## Population et société

### Démographie
L'évolution du nombre d'habitants est connue à travers les recensements de la population effectués dans la commune depuis 1793. Pour les communes de moins de 10 000 habitants, une enquête de recensement portant sur toute la population est réalisée tous les cinq ans, les populations de référence des années intermédiaires étant quant à elles estimées par interpolation ou extrapolation. Pour la commune, le premier recensement exhaustif entrant dans le cadre du nouveau dispositif a été réalisé en 2004.

En 2022, la commune comptait 573 habitants, en évolution de +8,94 % par rapport à 2016 (Seine-et-Marne : +3,92 %, France hors Mayotte : +2,11 %).
| 1793 | 1800 | 1806 | 1821 | 1831 | 1836 | 1841 | 1846 | 1851 |
| ---- | ---- | ---- | ---- | ---- | ---- | ---- | ---- | ---- |
| 359  | 355  | 372  | 381  | 407  | 382  | 406  | 389  | 381  |

| 1856 | 1861 | 1866 | 1872 | 1876 | 1881 | 1886 | 1891 | 1896 |
| ---- | ---- | ---- | ---- | ---- | ---- | ---- | ---- | ---- |
| 393  | 348  | 268  | 284  | 332  | 338  | 326  | 305  | 273  |

| 1901 | 1906 | 1911 | 1921 | 1926 | 1931 | 1936 | 1946 | 1954 |
| ---- | ---- | ---- | ---- | ---- | ---- | ---- | ---- | ---- |
| 267  | 267  | 272  | 241  | 237  | 279  | 384  | 397  | 362  |

| 1962 | 1968 | 1975 | 1982 | 1990 | 1999 | 2004 | 2006 | 2009 |
| ---- | ---- | ---- | ---- | ---- | ---- | ---- | ---- | ---- |
| 262  | 262  | 290  | 448  | 432  | 425  | 477  | 497  | 463  |

| 2014 | 2019 | 2022 | - | - | - | - | - | - |
| ---- | ---- | ---- | - | - | - | - | - | - |
| 521  | 519  | 573  | - | - | - | - | - | - |

### Sports
La commune possède un terrain omnisports, ainsi qu'un terrain de football et un terrain de pétanque.

### Numérique

#### XDSL
Internet arrive à Bussières grâce au DSLAM BUR77 qui se trouve dans le local situé juste à côté de la salle des fêtes, rue de la mairie, et qui est raccordé au POP mareuil-asr903-1.
Il fournit l'ADSL ainsi que le VDSL2+ et est actif depuis 2009.
Il a une capacité de 750 lignes.
Les opérateurs suivants sont disponibles sur ce DSLAM : Orange, SFR, Free, Bouygues et OVH.
Il dessert également les villages suivants : Bassevelle, Boitron, Doue, Orly-sur-Morin, Saint-Cyr-sur-Morin, Saint-Ouen-sur-Morin et La Trétoire.

#### Fibre
Certaines habitations rue d'orly sont déjà raccordées à la fibre, et ca devrait être disponible pour l'ensemble du village au second semestre 2020.

## Culture locale et patrimoine

### Lieux et monuments
Le village possède un monument aux morts.

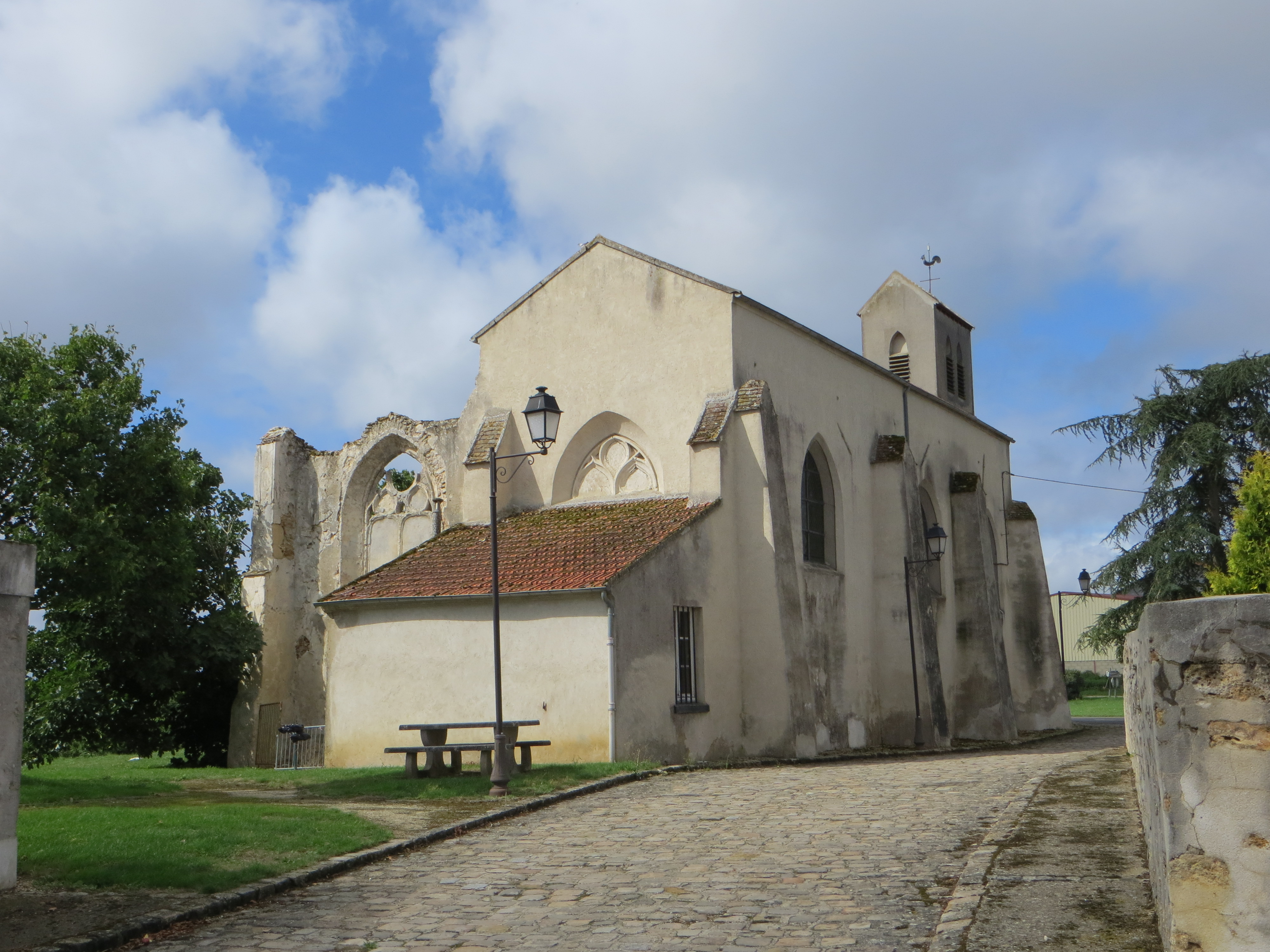
Vue du chevet de l'église, montrant les ruines de l'ancienne nef.

Il reste les ruines d'une église datant du XIIIe siècle. Celles-ci ont été inscrites aux monuments historiques par arrêté du 24 janvier 1930. On sait qu'en 1874 l'église sera reconstruite. Vers les années 1930 le clocher s'est écroulé, laissant l'église en ruines. Le clocher sera reconstruit en 1957. En 2002, les vitraux sont rénovés.

### Personnalités liées à la commune
En 1829, Eugène Scribe a acquis le domaine de Séricourt de M. Musset de Séricourt. Il se plut à embellir ce domaine.

### Héraldique
|  | Les armes de Bussières se blasonnent ainsi : De gueules à une larme d'argent surmontée de deux coquilles d'or. |